# Wong Ching Beng
Wong Ching Beng es un deportista malasio que compitió en taekwondo. Ganó una medalla de bronce en el Campeonato Mundial de Taekwondo de 1993, y una medalla de bronce en los Juegos Asiáticos de 1994.

## Palmarés internacional
| Campeonato Mundial | Campeonato Mundial          | Campeonato Mundial | Campeonato Mundial |
| Año                | Lugar                       | Medalla            | Categoría          |
| ------------------ | --------------------------- | ------------------ | ------------------ |
| 1993               | Nueva York (Estados Unidos) | Medalla de bronce  | –58 kg             |
| Juegos Asiáticos   |                             |                    |                    |
| Año                | Lugar                       | Medalla            | Categoría          |
| 1994               | Hiroshima (Japón)           | Medalla de bronce  | –58 kg             |